# (29227) Wegener
(29227) Wegener (1992 DY13) – planetoida z grupy pasa głównego asteroid okrążająca Słońce w ciągu 3,68 lat w średniej odległości 2,38 j.a. Odkryta 29 lutego 1992 roku. Planetoida nazwana jest na cześć niemieckiego geofizyka, Alfreda Wegenera, który jest twórcą teorii wędrówki kontynentów.